# Prekomorske zemlje i teritoriji Europske unije
██ Europska unija
██ Prekomorski teritoriji, koji su dio Europske unije
██ Prekomorske države i ozemlja
Prekomorske zemlje i teritoriji Europske unije su posebna područja nekoliko zemalja članica Europske unije, koja iz povijesnih, zemljopisnih, ili političkih razloga, uživaju poseban status unutar ili izvan Europske unije.

## EU ugovori i sporazumi
Dva dijela Rimskih ugovora se bave posebnim odnosima: Članak 299 koji navodi ozemlja na koje se ti ugovori odnose, uz dodatak pristupnih sporazuma; članci 182-188 i Dodatak II, koji govore o asociranju s neeuropskim zemljama i ozemljima koji imaju posebne odnose s državama članicama.

## Prekomorski teritoriji, koji su dio Europske unije
Prema članku 299. 7 je regija (četiri pripadaju Francuskoj, dvije Portugalu, jedna Španjolskoj), u kojima se primjenjuje pravo EU, ali gdje je moguće za uzeti u obzir njihovu udaljenost. Spomenute četiri francuske regije su izvan Schengenske zone, a dvije portugalske i ona jedna španjolska su unutar rečene zone.

## Prekomorske zemlje i teritoriji (OCT-i)
Prekomorske zemlje i teritoriji (eng.: overseas countries and territories, kratica: OCT) čine 20 država, koje imaju posebne odnose s nekom od članica EU: 11 ih ima s Ujedinjenim Kraljevstvom, 6 s Francuskom, 2 s Nizozemskom, 1 s Danskom. Zajedno s ostalim zemljama, te zemlje imaju povlastice iz Europskog razvojnog fonda (eng. krat.: EDF) , ali ne i od Regionalne politike EU.
Iako OCT-i nisu predmetom većine dijelova prava EU, članci 182. do 188. Rimskih ugovora, OCT-i su, barem u teoriji dio. Formalno nisu dijelom carinske unije EU, što znači da svi uvozi iz OCT-a u EU moraju biti prijavljeni carini. Ali, prema Rimskom sporazumu, oslobođeni su plaćanja carine (zahtijeva se za to uredne i točne isprave). S druge strane, oni mogu zahtijevati plaćanje carina njima kada se uvozi iz EU. Ne pripadaju PDV-uniji EU.

## Područja koja nisu dijelom EU
Prema članku 299 Rimskih ugovora, neka područja nisu dijelom EU uopće, kao što su Ovčji otoci i Kanalski otoci. Za iste postoje posebni ugovori, koji reguliraju njihove odnose s EU.

## PDV unija
PDV unija EU obuhvaća PDV i još neke prodajne poreze kao što je porez na alkohol. Kupci diljem granice plaćaju PDV prodavaču prema pravilima države gdje se prodaje odgovarajuća roba. Prodavač ne mora obavljati nikakve formalnosti, čime mu je umnogome pojednostavljen posao u odnosu na prije. 
Privatna osoba u kupoprodaji ne mora ništa činiti dodatnog. Tvrtka prodavatelj naplaćuje lokalni PDV i prodajni porez od stranke, i plaća razliku kao za domaća dobra.
Kada se trguje izvan PDV unije, prodavatelj ne naplaćuje PDV, prema izvoznim pravilima, a kupac mora platiti lokalni PDV i prodajni porez. Iznimka je za male iznose za osobnu uporabu ("Duty-free"). 
Trajekti između dviju luka unutar PDV unije se smatraju unutar unije, čak i ako prolaze međunarodnim pomorjem. Iz tih razloga, Åland se nije pridružio PDV uniji, dopustivši tako duty-free prodaju na brodovlju.

## Carinska unija
Kada se trguje između dviju država članica carinske unije EU, dobra se obično ne mora deklarirati, jer ih se smatra domaćim dobrima. 
Neka područja formalno nisu dijelom te carinske unije, nego imaju ugovor u slobodnoj trgovini s EU. Uvoz iz njih u EU se mora prijaviti, ali za većinu dobara se ne mora plaćati carina. U ta područja spadaju OCT, države EEA, Švicarska, države kandidati za EU i još neke.

## Cipar

### Sjeverni dio otoka
Iako je cijeli otok postao dijelom EU 1. svibnja 2004., zakonodavstvo EU se primjenjuje samo na južnom dijelu, koje je pod nadzorom ciparske vlade, točnije, vlade Republike Cipra. Na sjevernom dijelu otoka, kojeg nadziru ciparski Turci (Turska Republika Sjeverni Cipar, koju je priznala samo Turska), zakonodavstvo EU je suspendirano, nakon referenduma o ujedinjenju, na kojem su ciparski Grci glasovali protiv. Ciparski Turci su unatoč svemu tome punopravni građani EU i s pravom glasovanja za izbore za Europski parlament 2004. (samo je par stotinjaka registriranih birača).
Protokol 10, koji je dodan ugovoru o pristupu Cipra EU, podijelio je otok na područja koje nadzire ciparska vlada i ona koja to nisu.

## Danska

### Ferojski otoci
Ferojski otoci nisu dijelom EU, kao što je jasno izneseno u Rimskim sporazumima. Dodatno, protokol uz sporazum o danskom pristupu govori da se danske građane koji borave na Ferojskim otocima ne smatra danskim građanima u smislu sporazuma. Stoga, Danci koji žive na Ferojskim otocima nisu građanima Europske unije.
Ferojski otoci i Grenland formalno ne pripadaju Schengenskoj uniji. Imaju sporazum koji dopušta danskoj policiji pregledavati ljude koji stižu iz prekomorskih zemalja. Uz to, Danska ima odredbu (klauzulu) u Schengenskom sporazumu koja joj dopušta slobodno putovanje bez provjere između Schengenskih zemalja i ovih dvaju područja; stoga se provjere i pregledi primjenju na osobe koje dolaze iz SAD-a i Kanade.

### Grenland
Grenland nije članom EU. Kada se održao danski referendum o pristupu EEZ-u, Grenland je još bio integralnim dijelom Danske i nije imao svoje vlasti. Rezultati na Grenlandu su pokazali da je većina stanovnika, njih 70%, protiv pridruživanja EEZ-u. Ipak, jer je na području cijele države referendum o pridruživanju prošao, Grenland se pridružio, kao i ostatak Danske.
Nakon uspostave grenlandske vlasti 1979. (efektivno od 1980.), održao se novi referendum, gdje je većina odlučila za napuštanje EEZ-a. 1. veljače 1985. je Grenland napustio EEZ i EURATOM.
Danci koji borave na Grenlandu su punopravni državljani EU; ipak, nemaju prava glasovati na izborima za parlament EU.

## Bivša ozemlja država članica EU

### Istočni Timor
UN je smatrao Istočni Timor nesamoupravnim područjem pod portugalskom upravom, (unatoč indonezijskom pripojenju 1976.), kada je Portugal postao članom EEZ-a 1986. 
Nijedan zakon iz EEZ-a se nije primjenjivao za vrijeme portugalske uprave, koja je formalno prestala 20. svibnja 2002., kada je Portugal priznao nezavisnost Istočnom Timoru.

### Makao
Makao je bio portugalska prekomorska pokrajina do 1976. godine. Tada mu je status promijenjen u posebni teritorij. Posebnom je kineskom upravnom regijom od 1999. godine. Pravo Europske unije se ne primjenjuje, i ovo područje ima svoju valutu. Stanovnici, koji imaju portugalsko državljanstvo, mogli su glasovati, kada su bili u Portugalu.

## Vanjske poveznice
- Prekomorska područja i teritoriji (OCT-i)